# Complexo ciclopentadienil

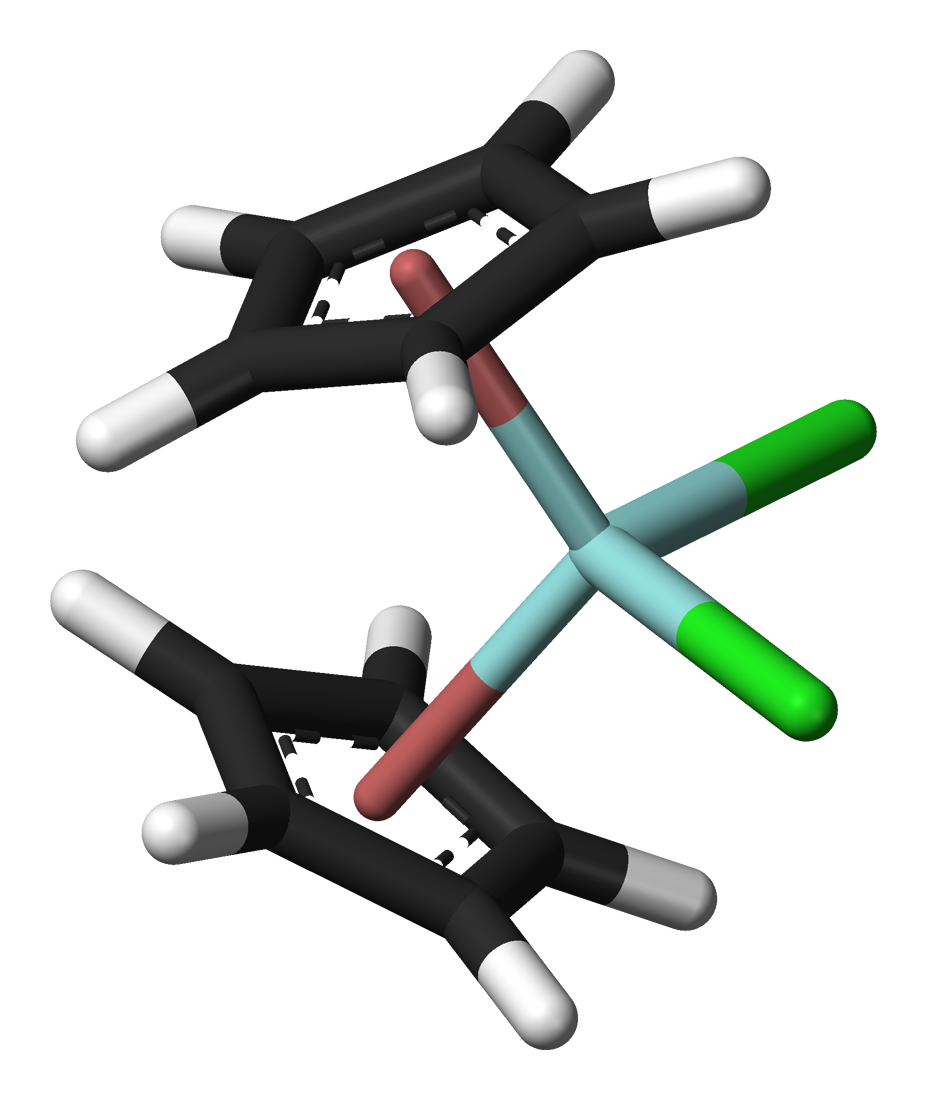
Dicloreto de zirconoceno, um complexo ciclopentadienil

Um complexo ciclopentadienil (ou complexo ciclopentadienilo ou complexo ciclopentadienila) é um complexo metálico com um ou mais grupos ciclopentadienil (C5H5−, abreviados como Cp−). Baseados no tipo de ligações entre os metais e as partes ciclopentadienil, complexos ciclopentadienel são classificados nas seguintes três categorias: a) π-complexos, b) σ-complexos, e c) complexos iônicos.